# Omsukčanskij rajon
L'Omsukčanskji rajon (in russo Омсукчанский район?) è un rajon dell'Oblast' di Magadan, nell'Estremo Oriente Russo; ha come capoluogo Omsukčan e ricopre una superficie di 60.400 chilometri quadrati.

## Centri abitati
- Omsukčan
- Dukat